# Фундада
Фундада (порт. Fundada)  —  населённый пункт и район в Португалии,  входит в округ Каштелу-Бранку. Является составной частью муниципалитета  Вила-де-Рей. По старому административному делению входил в провинцию Бейра-Байша. Входит в экономико-статистический  субрегион Пиньял-Интериор-Сул, который входит в Центральный регион. Население составляет 676 человек на 2001 год. Занимает площадь 36,29 км².